# Kalmius

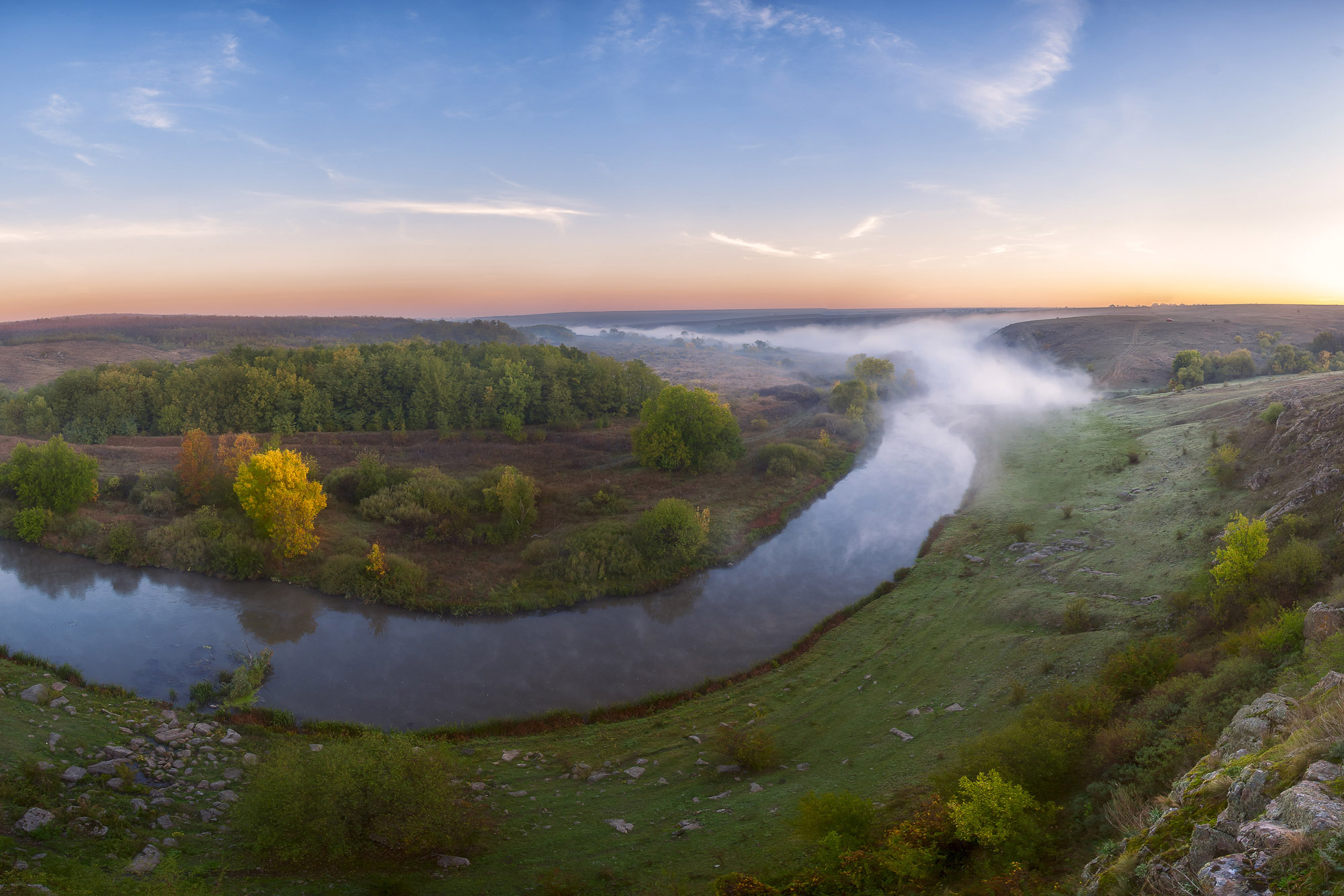
Kalmius.

Kalmius (ukrainska: Кальміус) är en flod som flyter genom Mariupol i sydöstra Ukraina och mynnar ut i Azovska sjön.